# 伯奇倫 (密歇根州)
伯奇倫（英語：Birch Run）是位於美國密歇根州薩吉諾縣伯奇倫鎮區的一個村。

## 人口
根據2020年美國人口普查的數據，伯奇倫的面積為4.93平方千米，當中陸地面積為4.88平方千米，而水域面積為0.05平方千米。當地共有人口1525人，而人口密度為每平方千米309人。